# Державний резерв
Державний резерв - особливий державний запас матеріальних цінностей, призначених для використання в цілях і в порядку, передбачених цим Законом. У складі Д. р. створюється незнижуваний запас матеріальних цінностей (постійно підтримуваний обсяг їх зберігання). До складу Д. р. входять:
- мобілізаційний резерв - запаси матеріально-технічних і сировинних ресурсів, призначених для забезпечення розгортання виробництва військової та іншої промислової продукції, ремонту військової техніки та майна в особливий період, розгортання у воєнний час робіт із відновлення залізничних та автомобільних шляхів, морських і річкових портів, аеродромів, ліній і споруд зв'язку, газо-, нафтопродуктопроводів, систем енерго- і водопостачання для організації безперебійної роботи промисловості, транспорту і зв'язку, подання медичної допомоги;
- запаси сировинних, матеріально-технічних і продовольчих ресурсів для забезпечення стратегічних потреб держави;
- запаси матеріально-технічних ресурсів для виконання першочергових робіт під час ліквідації наслідків надзвичайних ситуацій та для виконання інших заходів, передбачених законодавством.

Розбронювання матеріальних цінностей державного резерву — відпуск матеріальних цінностей з державного резерву без наступного їх повернення.